# Русская газета (Санкт-Петербург)
«Русская газета» — периодическое издание выходившее в столице российской империи городе Санкт-Петербурге.
«Русская газета» — второе (маленькое) печатное издание ежедневной российской газеты «Санкт-Петербургские ведомости».
Издателем и редактором «Русской газеты» был русский беллетрист, критик и публицист Василий Григорьевич Авсеенко, арендовавший тогда «С.-Петербургские Ведомости».
«Русская газета» издавалась в период с 1886 по 1890 год.